# Murata boy
 (mai 2018).
Si vous disposez d'ouvrages ou d'articles de référence ou si vous connaissez des sites web de qualité traitant du thème abordé ici, merci de compléter l'article en donnant les références utiles à sa vérifiabilité et en les liant à la section « Notes et références ».

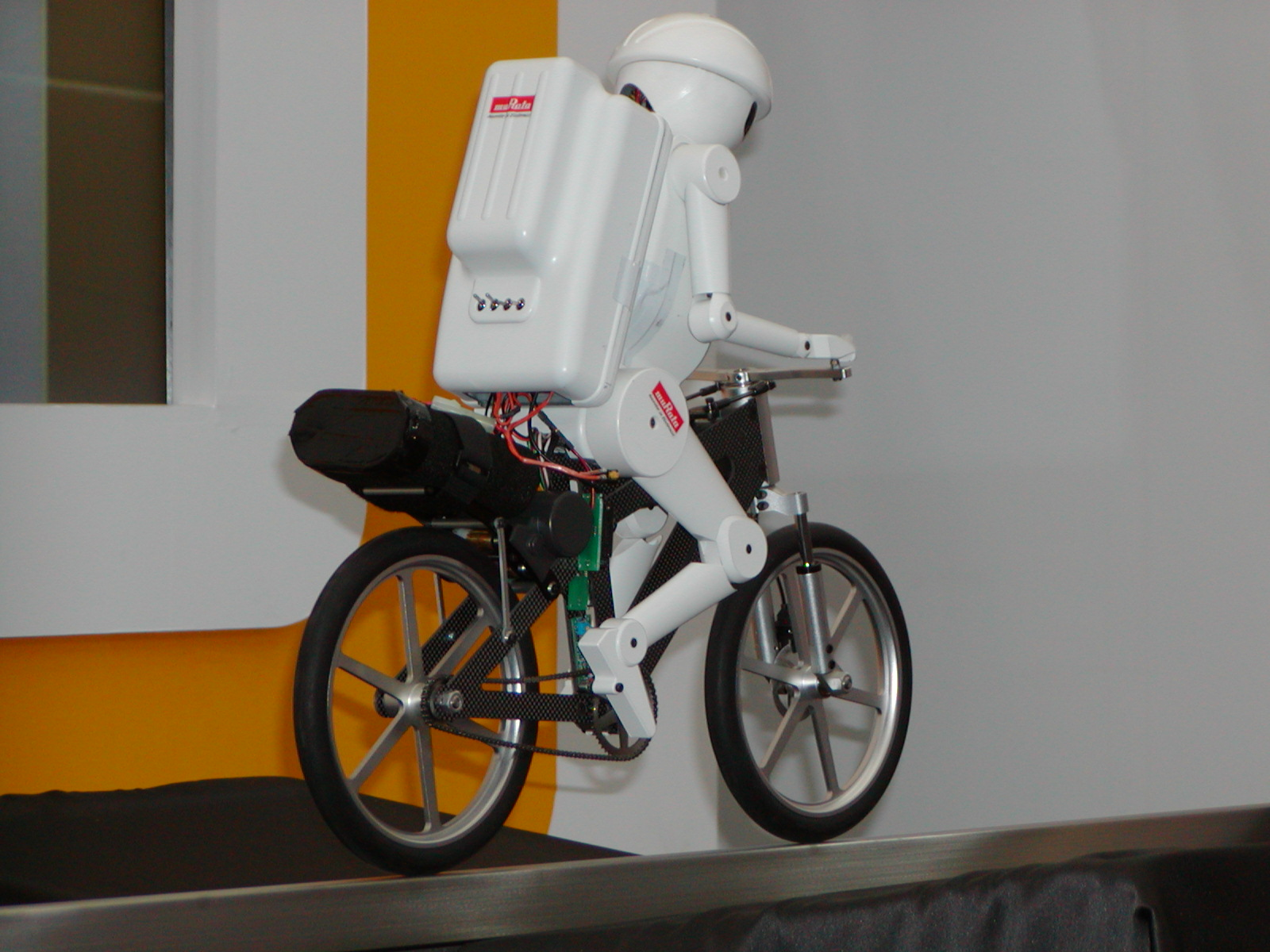
Robot cycliste Murata boy

Murata boy est un robot développé par la société japonaise Murata Manufacturing qui présente la particularité d'être un robot cycliste.
Haut de 50 cm et pesant environ 5 kg avec le vélo, ce robot a été présenté en octobre 2005 au Japon pour démontrer le savoir-faire de la société en matière de capteurs. Équipé de quatre capteurs et connecté par Wi-Fi à un PC pilote, le robot est capable d'évoluer sur une poutre horizontale, d'éviter des obstacles sur un sol plan et de suivre un parcours préprogrammé. Grâce à un volant d'inertie interne tournant à grande vitesse, il peut faire du surplace.
Ses capteurs sont :
- un capteur de vitesse angulaire qui, accompagné de la mesure de la distance parcourue, permet de reconstituer la trajectoire ;
- un capteur de roulis pour le contrôle de l'équilibre ;
- un détecteur d'obstacle par ultrasons ;
- un détecteur de choc pour évaluer la qualité du sol.